# Батаева, Вера Андреевна
Вера Андреевна Батаева (7 ноября 1978, Куйбышев) — российская футболистка, выступавшая на позиции полузащитника.
Первой футбольной командой была «ЦСК ВВС», за которую отыграла 2 матча в 1995 году и 15 матчей в молодёжной команде «ЦСК ВВС-2» (выступавшей в первой лиге в том же сезоне). 1996 год у «ЦСК ВВС-2» незадался, и команда была расформирована.
В середине сезона 1996 года перешла в команду «Волжанка» из Чебоксар, в которой играла вплоть до роспуска в 2002 году. В дебютом матче, проводимым в Кубке России, за новый клуб против команды «Катюша-Спартак» (Москва) забила 2 гола (счет матча 5:0).
В середине сезона 2002 года перешла в команду «Чертаново», в первом сезоне за клуб (2003) года провела 14 матчей и забила гол в ворота «ЦСК ВВС».